# Marlon de Jesús
Marlon Jonathan de Jesús Pavón  (Ibarra, 4 de septiembre de 1991) es un futbolista ecuatoriano. Juega de delantero y su equipo actual es Sport Huancayo de la Primera División del Perú.

## Trayectoria
Marlon de Jesús comenzó en las divisiones juveniles de El Nacional, debutando como profesional en el mismo club en el 2007, año del primer gol en su carrera profesional. Para el 2009, teniendo 17 años, es contratado por River Plate de Argentina. Posteriormente fue al Grêmio de Brasil donde destaca con las divisiones formativas. En el 2010 retorna a El Nacional.
El año siguiente es traspasado al Deportivo Quito club con el que destaca en la primera semestre del 2011.
A mediados de la temporada 2011 ficha por el Maccabi Haifa de Israel, equipo con el que jugó la UEFA Europa League.
Para la temporada 2012, es contratado en Emelec, club con el que tiene una destacada actuación en el Campeonato Ecuatoriano de Fútbol 2012, anotando goles importantes en el torneo local y en la Copa Sudamericana 2012. Para el 2013 con Emelec juega la Copa Libertadores, la Copa Sudamericana y la Copa Pilsener anotando un total de 12 goles, y siendo figura importante para que el cuadro "eléctrico" se clasifique para jugar la final del torneo local, al terminar ganando la primera etapa del Campeonato Ecuatoriano de Fútbol 2013, después él tiene crédito de campeón con el Emelec en el 2013. Desde Monterrey celebró el campeonato conseguido en ese 2013 con el Emelec.
Para el segundo semestre del año 2013 firma con el Monterrey.
Tras un mal torneo con el Monterrey es cedido al Puebla con opción de compra por 6 meses para el Apertura 2014.

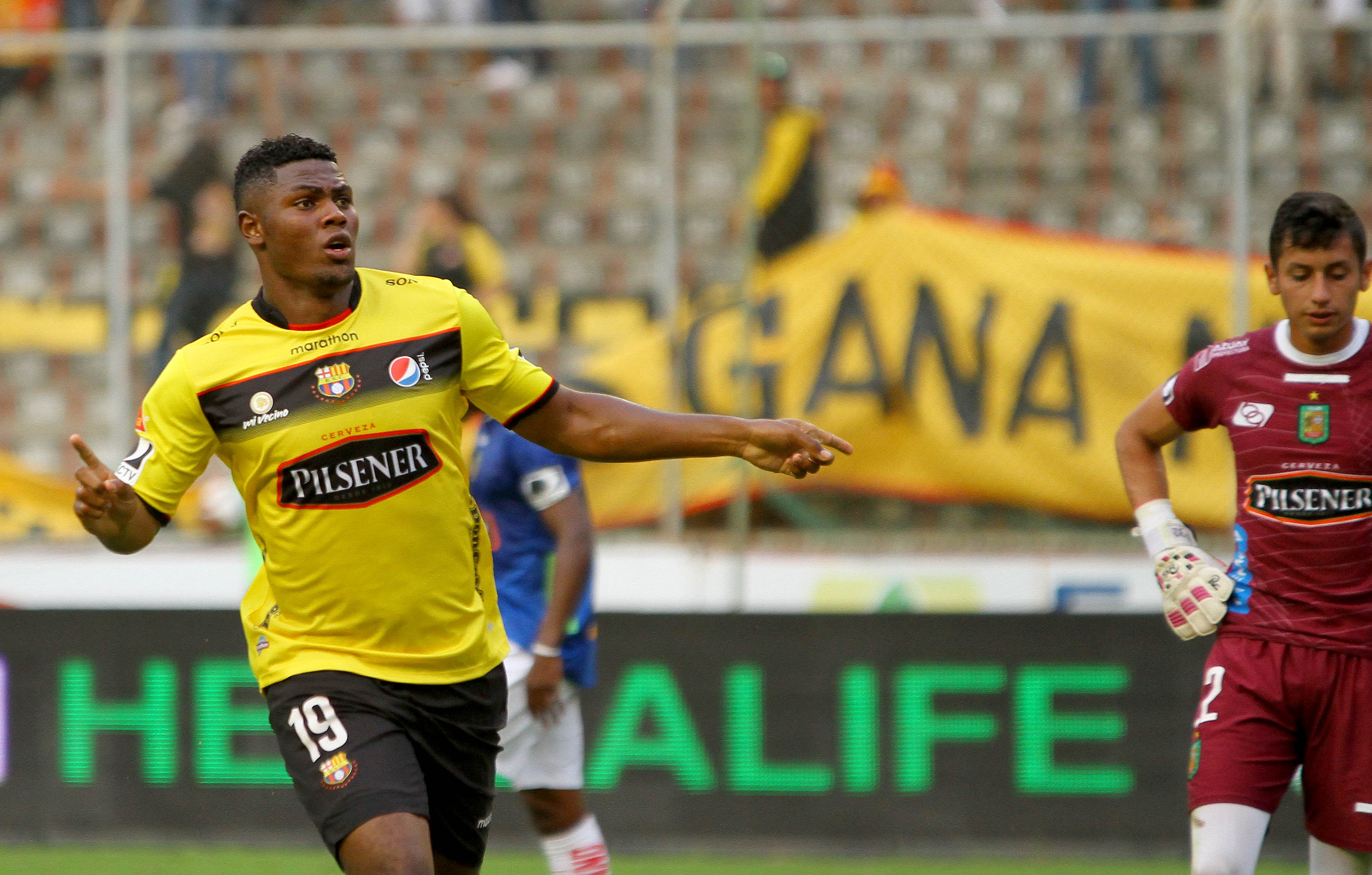
Marlon de Jesús en su paso por Barcelona

En diciembre de 2014, de Jesús es contratado por el otro equipo del astillero Barcelona para la temporada 2015 en Ecuador y para disputar la Copa Libertadores 2015.
Finalizando el mes de junio del año 2015, llega a un acuerdo con el Cúcuta Deportivo y se convierte en refuerzo para la segunda temporada.
Para la temporada 2016 regresa al El Nacional.
A mediados de la temporada 2016 ficha por el Arouca de Portugal. donde anotó un gol
Para el año actual 2017, el Club Sport Emelec adquirió sus derechos federativos, así confirmando su vuelta al club. Actualmente lleva muy buenos partidos dando notar de que ya es un jugador más maduro y tiene ganas de volver a triunfar en el Emelec.
En el 2019 es fichado por Bucheon FC 1995 para estar en puestos estelares en la liga K League Challenge de Corea del Sur.
En el 2020 es fichado por el Nacional para pelear en Copa Sudamericana y Serie A de Ecuador.
A finales de 2020, es anunciado como nuevo refuerzo del Deportivo Binacional de la Primera División del Perú para la temporada 2021.
Tras su buen paso por Perú, fichó por el Al-Jabalain Club de la Liga Príncipe Mohammad bin Salman de Arabia Saudita durante la temporada 2022. Posteriormente fue cedido al Nongbua Pitchaya de Tailandia en 2022.
En 2023 fue anunciado en Unión Comercio de Perú. Logró salvar del descenso al club en la última fecha del torneo. Fue el máximo goleador del equipo con 13 goles.
En el 2024 seguiría renovaría por Unión Comercio, club con el que descendería a final de temporada. Fue el goleador del plantel con 8 goles.

## Selección nacional

### Categorías inferiores
Fue convocado a la selección nacional para participar en el Campeonato Sudamericano Sub-20 de 2009 celebrado en Venezuela y la Copa Mundial Sub-20 de 2011 en Colombia. En 2011 con la selección de Ecuador Sub-20 anotó dos goles en la Copa Mundial Sub-20 de 2011 llegando hasta octavos de final.

#### Participaciones en Sudamericanos
| Campeonato                  | Sede      | Resultado    | Partidos | Goles |
| --------------------------- | --------- | ------------ | -------- | ----- |
| Sudamericano Sub-20 de 2009 | Venezuela | Primera fase | 4        | 0     |
| Sudamericano Sub-20 de 2011 | Perú      | Cuarto lugar | 7        | 0     |

#### Participaciones en Copas del Mundo
| Campeonato                  | Sede     | Resultado        | Partidos | Goles |
| --------------------------- | -------- | ---------------- | -------- | ----- |
| Copa Mundial Sub-20 de 2011 | Colombia | Octavos de final | 4        | 2     |

### Selección absoluta
El 4 de septiembre de 2010 debuta con la selección de fútbol de Ecuador en un partido amistoso frente a la selección de fútbol de México, en Guadalajara.

#### Participaciones en eliminatorias
| Eliminatorias      | Sede            | Resultado   | Partidos | Goles |
| ------------------ | --------------- | ----------- | -------- | ----- |
| Eliminatorias 2014 | América del Sur | Clasificado | 1        | 0     |

### Partidos internacionales
Actualizado al último partido disputado el 7 de junio de 2013.
| \| N.° \| Fecha \| Ciudad \| Rival \| Resultado \| Resultado \| Competencia \| \| --- \| ----------------------- \| ------------- \| --------- \| --------- \| --------- \| ------------------------------------ \| \| 1. \| 4 de septiembre de 2010 \| Zapopan \| México \| 2-1 \| Victoria \| Amistoso \| \| 2. \| 20 de abril de 2011 \| Mar del Plata \| Argentina \| 2-2 \| Empate \| Amistoso \| \| 3. \| 29 de mayo de 2013 \| Palm Beach \| Alemania \| 2-4 \| Derrota \| Amistoso \| \| 4. \| 7 de junio de 2013 \| Lima \| Perú \| 0-1 \| Derrota \| Eliminatorias al Mundial Brasil 2014 \| |                         |               |           |           |           |                                      |
| N.° | Fecha                   | Ciudad        | Rival     | Resultado | Resultado | Competencia                          |
| 1. | 4 de septiembre de 2010 | Zapopan       | México    | 2-1       | Victoria  | Amistoso                             |
| 2. | 20 de abril de 2011     | Mar del Plata | Argentina | 2-2       | Empate    | Amistoso                             |
| 3. | 29 de mayo de 2013      | Palm Beach    | Alemania  | 2-4       | Derrota   | Amistoso                             |
| 4. | 7 de junio de 2013      | Lima          | Perú      | 0-1       | Derrota   | Eliminatorias al Mundial Brasil 2014 |

## Clubes
Actualizado al último partido disputado el 19 de agosto de 2025.
| Club                 | País           | Año           | Partidos | Goles |
| -------------------- | -------------- | ------------- | -------- | ----- |
| El Nacional          | Ecuador        | 2007-2009     | 46       | 14    |
| Deportivo Quito      | Ecuador        | 2010-2011     | 14       | 1     |
| Maccabi Haifa        | Israel         | 2011          | 8        | 0     |
| Emelec               | Ecuador        | 2012-2013     | 78       | 26    |
| C. F. Monterrey      | México         | 2013-2014     | 16       | 3     |
| Club Puebla          | México         | 2014          | 3        | 0     |
| Barcelona S. C.      | Ecuador        | 2015          | 11       | 3     |
| Cúcuta Deportivo     | Colombia       | 2015          | 8        | 0     |
| El Nacional          | Ecuador        | 2016          | 15       | 1     |
| Arouca               | Portugal       | 2016-2017     | 15       | 1     |
| Emelec               | Ecuador        | 2017-2018     | 46       | 10    |
| Bucheon FC 1995      | Corea del Sur  | 2019          | 29       | 10    |
| El Nacional          | Ecuador        | 2020          | 25       | 6     |
| Deportivo Binacional | Perú           | 2021          | 25       | 10    |
| Al-Jabalain          | Arabia Saudita | 2021-2022     | 8        | 11    |
| Nongbua Pitchaya     | Tailandia      | 2022          | 10       | 3     |
| Unión Comercio       | Perú           | 2023-2024     | 54       | 21    |
| Sport Huancayo       | Perú           | 2025-act.     | 23       | 6     |
| Total carrera        | Total carrera  | Total carrera | 434      | 126   |

## Palmarés

### Campeonatos nacionales
| Título             | Club   | País    | Año  |
| ------------------ | ------ | ------- | ---- |
| Serie A de Ecuador | Emelec | Ecuador | 2013 |
| Serie A de Ecuador | Emelec | Ecuador | 2017 |

### Distinciones individuales
| Distinción                                                                  | Año  |
| --------------------------------------------------------------------------- | ---- |
| Preseleccionado como delantero en el mejor once de la Liga 1 según la SAFAP | 2021 |

## Vida privada
Es el hermano mayor de Bryan de Jesús.